# 西司门街道
西司门街道，是中华人民共和国河南省開封市鼓楼区下辖的一个乡镇级行政单位。

## 行政区划
西司门街道下辖以下地区：
城隍庙社区、行宫社区、油坊社区、新街口社区和板桥社区。